# Nová Ves u Jarošova
Nová Ves u Jarošova település Csehországban, a Svitavyi járásban. Nová Ves u Jarošova Jarošov, Bor u Skutče, Chotovice, Chotěnov és Nové Hrady településekkel határos. Lakosainak száma 67 fő (2024. január 1.).

## Népesség
A település lakosságának változását az alábbi diagram mutatja:
| Lakosok száma | 229  | 246  | 261  | 156  | 86   | 61   | 68   | 70   | 59   | 67   |
|               | 1869 | 1900 | 1921 | 1961 | 1980 | 2011 | 2016 | 2019 | 2021 | 2024 |